# Ukrainka
Ukrainka (em ucraniano:  Богуслав) é uma cidade da Ucrânia, situada no Oblast de Kiev. Tem 5,91 km² de área e sua população em 2020 foi estimada em 16.204 habitantes.